# チュキカマタ
チュキカマタ（スペイン語: Chuquicamata）またはチュキカマタ銅山、チュキカマタ鉱山は、南米チリ北部にある、世界最大の露天掘りの銅山。ほかに副産物としてモリブデンも生産している。
海抜2,700mの高地にある。太平洋沿いのアントファガスタは銅鉱の積出港。
米国のアナコンダが経営していたが、1969年にアジェンデ政権下で国有化され、以後チリ銅公社が採掘を行っている。
鉱山関係者の多くは、チュキカマタ村あるいは、カラマなどに居住している。カラマで鉱山労働者向けに分譲された住宅地はチュキカマタウンと呼ばれる。

## ギャラリー

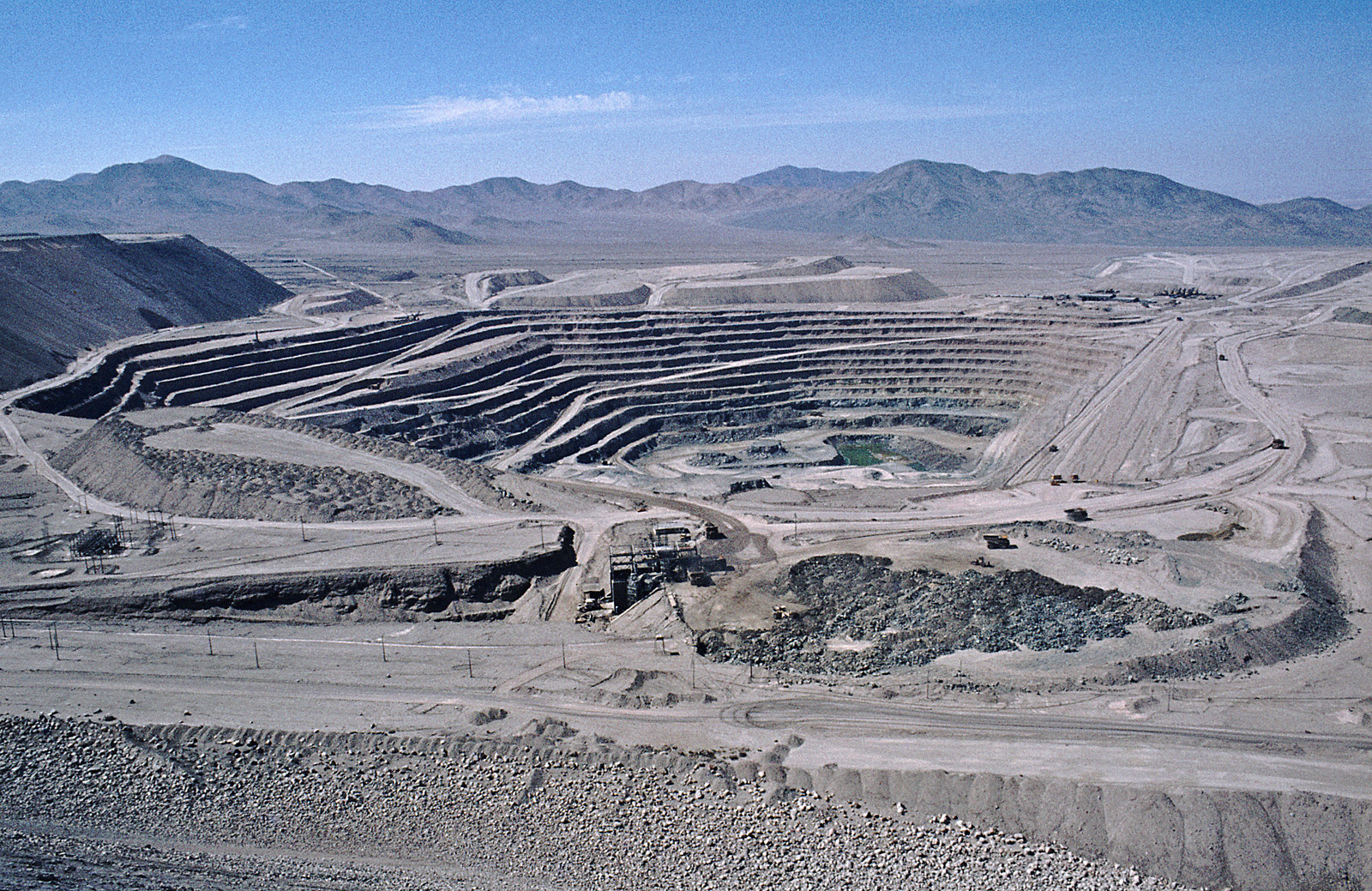
チュキカマタ銅山
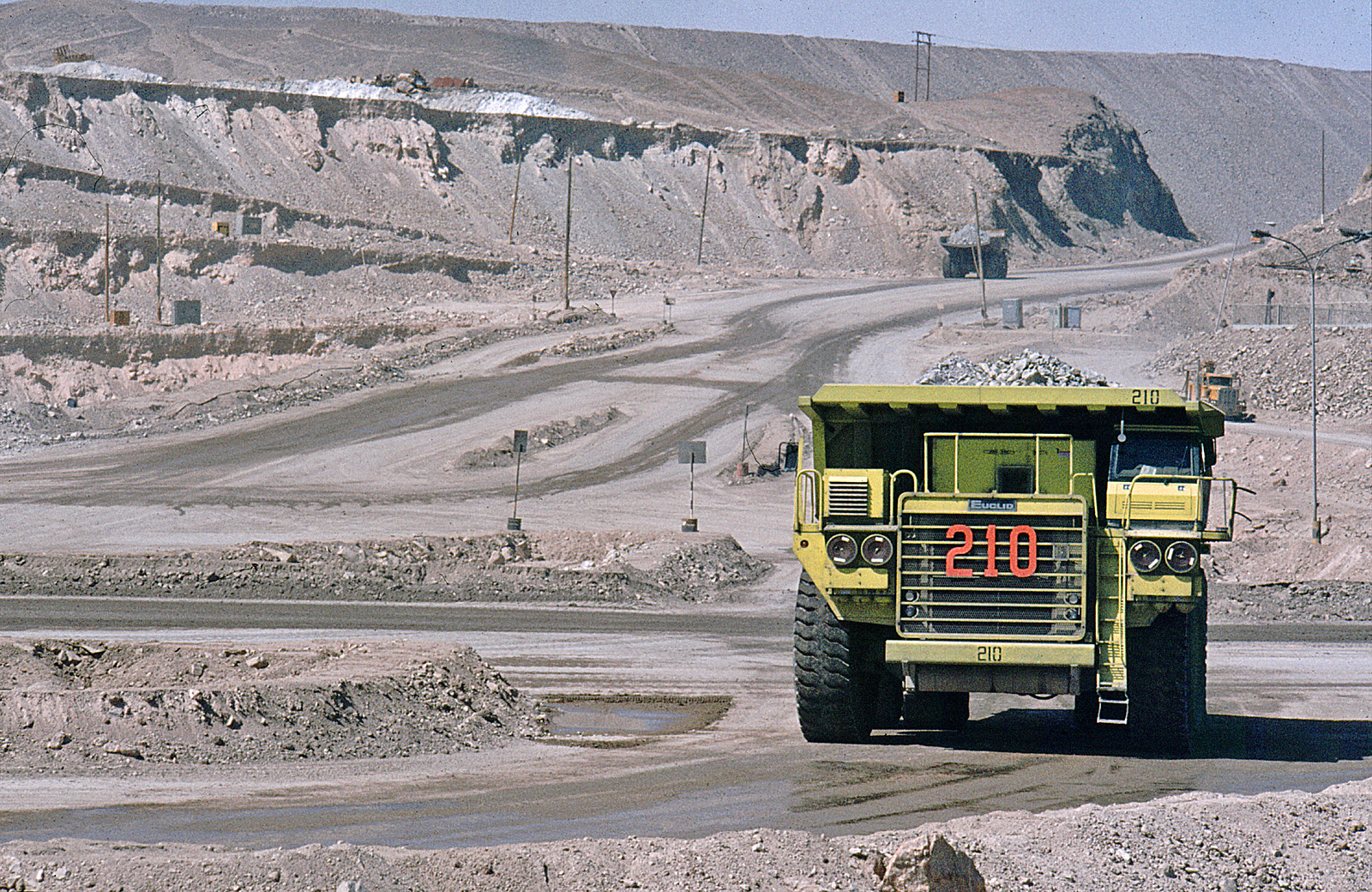
1984年の様子